# Voo Cruzeiro do Sul 109
Voo Cruzeiro do Sul 109 foi uma rota aérea realizada pela empresa Serviços Aéreos Cruzeiro do Sul, que ligava as cidades de Belém, no Pará, e Rio de Janeiro, e que sofreu um acidente fatal no dia 1 de junho de 1973, quando se preparava para pousar numa escala em São Luís, no Maranhão.

## Histórico
O voo fatal foi realilzado por uma aeronave Sud Aviation Caravelle SE 210, prefixo PP-PDX, que decolou do Aeroporto Val de Cans, em Belém, às 6h30. Cerca de 50 minutos depois, quando estava em fase de aproximação para realizar uma escala em São Luis, onde deixaria cinco passageiros e apanharia mais quinze, o comandante Alexandre de Casrilevitz informou que executaria pouso por instrumentos, mesmo com ótimas condições climáticas, vento de superfície calmo e total visibilidade. 
Na fase final, a 150 pés de altitude e já com o trem de pouso baixado, o avião subitamente inclinou-se e, após perder sustentação, caiu a 760 metros da cabeceira 06 da pista principal de pouso do Aeroporto de São Luís, explodindo em seguida. Todas as 23 pessoas a bordo do avião, sendo 16 passageiros e 7 tripulantes, morreram.
Foi o primeiro acidente com um modelo Caravelle no Brasil e o segundo no mundo. 

## Investigações
As investigações concluíram que o motor n° 1 motor não desenvolvia nenhuma potência quando a aeronave colidiu com o solo.

## Ligação externa
- Descrição do acidente - Aviation Safety Network (em inglês)